# Фолксваген голф 7
Фолксваеген голф 7 (такође познат као Golf VII) компактни је аутомобил, седме генерације Фолксваген голфа и наследник голфа 6. Прдстављен је у Берлину 4. септембра 2012. године, пре јавног лансирања на сајму аутомобила у Паризу. Аутомобили су 10. новембра 2012. године стигли на европско тржиште.
Голф 7 користи исту Фолксвагенову MQB платформу као и трећа генерација Ауди А3, Сеат леон и Шкода октавија. На његовом почетку, 2013. године освојио је награду за најбољи аутомобил године у Јапану, која је тада први пут додељена европском производу.

## Карактеристике
У поређењу са претходном генерацијом, голф 7 има пространу кабину, са више простора за рамена за путнике на предњим и задњим седиштима, више простора за ноге за путнике на задњем седишту и већи простор за пртљаг. Он је 20 мм шири од шесте генерације и међуосовинско растојање је 59 мм дуже.

### Нови сигурносни системи
- Прва серија Фолксвагена са проактивном заштитом, који ће затворити прозоре и повући сигурносне појасеве како би уклонили вишак гашења ако постоји могућност удеса. Повлачење сигурносних појасева у ситуацији тада је такође била карактеристика Мк6 за предња два сигурносна појаса. Предња два каишишта би се увукла уколико би била упакована, међутим, ако је возач релативно лаган, сигурносни појас би се постепено продужио у ситуацији предњег пада.
- Прва серија Фолксвагена са кочионим системом са више судара за аутоматско кочење аутомобила након несреће како би се избегао други судар.
- адаптивни темпомат (опционо)
- систем за избегавање судара (опционо)
- асистент за одржавање траке (опционо)
- откривање умора возача (опционо)
- препознавање саобраћајних знакова (опционо)
- систем за аутоматско паркирање (опционо)

Постоје мотори - 1.2 и 1.4 турбо-бензин са 63кW, то јест 84 коњске снаге и са 103 кW (са 138 коњских снага), такође 1.6 и 2.0 дизел мотори са 77кW са 104 кс и 110кW са 148 кс.
На лансирању на америчком тржишту Фолксваген је понудио и модел Голф Спорт. Израђено је око 650 ових модела са четворо врата СЕ, опремљених са шестостепеним аутоматским мењачем. Спортски модел који се нуди у белој или сивој боји визуелно је побољшан са наглашеним бодикитом који укључује предњи спојлер, бочна крила, задњу валенцију, већи задњи спојлер и хромиран ауспух.

## Мотори
Линија голф доступна је у свим релевантним погонским системима: Голф ТСИ, укључујући ГТИ, је на бензин; Голф ТДИ, укључујући ГТД, је на дизел; Голф ТГИ се напаја компресованим природним гасом (ЦНГ); е-Голф се напаја електричном енергијом; и Голф ГТЕ је хибрид. Употреба модуларног попречног матричног склопа омогућава производњу Голф модела са бензинским, дизелским, природним гасом, електричним и хибридним погоном од браника до браника у фабрикама фолксваген. Продаја на мало у е-Голфу у Немачкој требало би да почне у другој половини 2014. године. У САД ће почети на одабраним тржиштима током краја 2014. Голф ГТЕ ће бити покренут крајем 2014. године.
| Бензински мотори           | Бензински мотори     | Бензински мотори | Бензински мотори                       | Бензински мотори   | Бензински мотори   | Бензински мотори                          | Бензински мотори       |
| Модел                      | Запремина            | Снага | Обртни момент                          | Убрзање 0–100 km/h | Максимална брзина  | Мењач                                     | Напомене               |
| -------------------------- | -------------------- | --- | -------------------------------------- | ------------------ | ------------------ | ----------------------------------------- | ---------------------- |
| 1.2 TSI BlueMotion         | 1.197 cc (73 cu in)  | 85 PS (63 kW; 84 КС) at 4,300–5,300 rpm | 160 N⋅m (118 lb⋅ft) at 1,400–3,500 rpm | 11.9 сек           | 179 km/h (111 mph) | 5-брзина мануелни                         |                        |
| 1.2 TSI BlueMotion         | 1.197 cc (73 cu in)  | 105 PS (77 kW; 104 КС) at 5,000 rpm | 175 N⋅m (129 lb⋅ft) at 1,550–4,100 rpm | 10.2 сек           | 192 km/h (119 mph) | 6-брзина мануелни                         |                        |
| 1.6                        | 1.598 cc (98 cu in)  | 110 PS (81 kW; 108 КС) at 5,800 rpm | 155 N⋅m (114 lb⋅ft) at 3,800 rpm       | 10 сек             | 200 km/h (124 mph) | 5-брзина мануелни 6-брзина                | Чиле Колумбија         |
| 1.0 TSI BlueMotion         | 999 cc (61 cu in)    | 115 PS (85 kW; 113 КС) at 5,000-5,500 rpm                                                                                                  | 200 N⋅m (148 lb⋅ft) at 2,000–3,500 rpm | 9.7 сек            | 204 km/h (127 mph) | 6-брзина мануелни 7-брзина ДСГ(eng. DSG)  |                        |
| 1.4 TSI BlueMotion         | 1.390 cc (85 cu in)  | 122 PS (90 kW; 120 КС) at 5,000 rpm | 200 N⋅m (148 lb⋅ft) at 1,400–4,000 rpm | 9.3 сек            | 203 km/h (126 mph) | 6-брзина мануелни 7-брзина ДСГ            |                        |
| 1.4 TSI BlueMotion         | 1.390 cc (85 cu in)  | 125 PS (92 kW; 123 КС) at 5,000–6,000 rpm                                                                                                  | 200 N⋅m (148 lb⋅ft) at 1,400–4,000 rpm | 9.1 сек            | 204 km/h (127 mph) | 6-брзина мануелни 7-брзина ДСГ            | Из априла 2014. године |
| 1.4 TSI BlueMotion         | 1.395 cc (85 cu in)  | 140 PS (103 kW; 138 КС) at 4,500–6,000 rpm                                                                                                 | 250 N⋅m (184 lb⋅ft) at 1,500–3,500 rpm | 8.4 сек            | 212 km/h (132 mph) | 6-брзина мануелни 7-брзина ДСГ            |                        |
| 1.4 TSI BlueMotion         | 1.395 cc (85 cu in)  | 150 PS (110 kW; 148 КС) at 5,000–6,000 rpm                                                                                                 | 250 N⋅m (184 lb⋅ft) at 1,500–3,500 rpm | 8.2 сек            | 216 km/h (134 mph) | 6-брзина мануелни 7-брзина ДСГ            | Из априла 2014         |
| 1.6 MSI(non turbo charged) | 1.598 cc (98 cu in)  | 110 PS (81 kW; 108 КС) at 3050 – 4800 rpm                                                                                                  | 164 N⋅m (121 lb⋅ft) at 3400 – 4700 rpm | 13.6 сек           | 190 km/h (118 mph) | 5-брзина мануелни                         |                        |
| 1.8 TSI                    | 1.798 cc (110 cu in) | 172 PS (127 kW; 170 КС) at 4,800–6,200 rpm                                                                                                 | 270 N⋅m (199 lb⋅ft) at 1,600–4,200 rpm | 7.6 сек            | 209 km/h (130 mph) | 5-брзина мануелни 6- брзина аутоматски    | Северна Америка        |
| GTE                        | 1.395 cc (85 cu in)  | GTE Hybrid mode – 205 PS (151 kW; 202 КС) at 3,750–6,000 rpm Electric Motor – 100 PS (74 kW; 99 КС) Petrol Motor – 150 PS (110 kW; 148 КС) | 350 N⋅m (258 lb⋅ft) at 1,500–4,000 rpm | 6.3 сек            | 222 km/h (138 mph) | 6-брзина ДСГ                              | ЕУ                     |
| GTI                        | 1.984 cc (121 cu in) | 220 PS (162 kW; 217 КС) at 4,500-6,200 rpm                                                                                                 | 350 N⋅m (258 lb⋅ft) at 1,500-4,400 rpm | 6.5 сек            | 246 km/h (153 mph) | 6-брзина мануелни 6-брзина ДСГ (optional) |                        |
| GTI                        | 1.984 cc (121 cu in) | 230 PS (169 kW; 227 КС) at 4,700-6,200 rpm                                                                                                 | 350 N⋅m (258 lb⋅ft) at 1,500-4,600 rpm | 6.4 сек            | 250 km/h (155 mph) | 6-брзина мануелни 6-брзина ДСГ            |                        |
| R                          | 1.984 cc (121 cu in) | 300 PS (221 kW; 296 КС) at 5,500-6,200 rpm                                                                                                 | 380 N⋅m (280 lb⋅ft) at 1,800-5,500 rpm | 4.9 сек            | 250 km/h (155 mph) | 6-брзина мануелни 7-брзина ДСГ            |                        |
| Дизел мотори               |                      | |                                        |                    |                    |                                           |                        |
| Модел                      | Запремина            | Снага | Обртни момент                          | Убрзање 0-100 km/h | Максимална брзина  | Мењач                                     | Напомене               |
| 1.6 TDI BlueMotion         | 1.598 cc (98 cu in)  | 90 PS (66 kW; 89 КС) at 2750 – 4800 rpm | 230 N⋅m (170 lb⋅ft) at 1400 – 2700 rpm | 12.9 сек           | 185 km/h (115 mph) | 5-брзина мануелни 7-брзина ДСГ            |                        |
| 1.6 TDI BlueMotion         | 1.598 cc (98 cu in)  | 105 PS (77 kW; 104 КС) at 3,000–4,000 rpm                                                                                                  | 250 N⋅m (184 lb⋅ft) at 1,500–2,750 rpm | 10.7 сек           | 192 km/h (119 mph) | 5-брзина мануелни 7-брзина ДСГ (optional) |                        |
| 2.0 TDI                    | 1.968 cc (120 cu in) | 110 PS (81 kW; 108 КС) at 4,400 rpm | 250 N⋅m (184 lb⋅ft) at 1,500–2,500 rpm | 10.5 сек           | 190 km/h (118 mph) | 5-брзина мануелни                         |                        |
| 2.0 TDI BlueMotion         | 1.968 cc (120 cu in) | 150 PS (110 kW; 148 КС) at 3,500–4,000 rpm                                                                                                 | 320 N⋅m (236 lb⋅ft) at 1,750–3,000 rpm | 8.6 сек            | 216 km/h (134 mph) | 6-брзина мануелни 6-брзина                |                        |
| GTD                        | 1.968 cc (120 cu in) | 184 PS (135 kW; 181 КС) at 3,500–4,000 rpm                                                                                                 | 380 N⋅m (280 lb⋅ft) at 1,750-3,250 rpm | 7.5 сек            | 230 km/h (143 mph) | 6-брзина мануелни 6-брзина ДСГ            |                        |

## Награде
- 2015 – Северноамерички аутомобил године[5]
- 2015 – Motor Trend Car of the Year[6]
- 2013 – Европски аутомобил године[2]
- 2013 – Светски аутомобил године[7]
- 2013 – Аутомобил године у Јапану[8]
- 2013–14 – Јапански увозни аутомобил године

## Голф ГТЕ (GTE)
Голф ГТЕ хибрид покрећу два извора напајања: 1.4-литарски 110 kW (150 ПС) ТСИ са директним убризгавањем и мотор са 75 kW. Заједно, они се комбинују за производњу снаге 150 kW (200 КС) и теоријски распон од 933 km (580 mi). Користећи само електрични мотор, ГТЕ је способан за брзине од 130 km/h. Са ТСИ мотором, Голф ГТЕ може да спринта од нуле до 100 km/h за 7,6 секунди и на 215 km/h. Обртни моменат је изузетан 350 Нм. Голф ГТЕ дели основне хардверске погоне са Ауди А3 спортбек е-троном (енг. Audi A3 Sportback e-tron), али су софтверске контроле различите. Голф ГТЕ такође има исти плуг-ин хибридни погон са Фолксваген пасат ГТЕ, али пасат има већи 9,9 kWc литијум-јонски акумулатор.
У режиму ЕВ, Голф ГТЕ има свеобухватни распон од 50 км. Целокупни електрични режим се може активирати притиском на дугме. Према новом Европском возном циклусу, комбинована потрошња горива је еквивалентна 1.50 Л / 100 км. Електрична енергија се такође може сачувати - на пример, када возите до зоне нулте емисије. Литијум-јонска батерија капацитета 8,8 kWc може се напунити за око три и по сата од домаћег електричног прикључка или два и по сата од домаћег зидног сандучета. Батерија тежи 120 кг, дајући ГТЕ укупну тежину од 1.520 кг.
Голф ГТЕ користи шестостепени ДСГ мењач са системом троструког квачила специјално развијен за хибридна возила. Електромотор је уграђен у кућиште мењача, а додатне хибридне компоненте укључују снажну електронику и пуњач. Електро-механички кочиони серво и компресор клима уређаја чине енергетски ефикасније кочнице и климатизацију.
Унутрашњост као и споља, Голф ГТЕ карактерише плаве ознаке где ГТИ има црвену боју. Ово укључује шивање на управљачу, мењачу и седишта, и плаву траку у тартанском узорку на спортским седиштима. 5,8-инчни екран осетљив на додир је стандардан, 8-инчни сателитски навигациони систем Дисцовер Про (енг. DIscover Pro) са ДАБ радио и Блутут је опција која кошта 1765 фунти и укључује функције за електрична возила, укључујући могућност идентификације потенцијалних дестинација на електричном распону и електричном тачком пуњења. ГТЕ ће такође имати е-менаџер који омогућава возачу да унапред подеси пуњење возила, као и унутрашње хлађење или грејање. Ове функције се такође могу управљати на даљину помоћу апликације Volkswagen Car-Net на паметном телефону: трогодишња претплата ће бити укључена у Великој Британији.

## Голф ГТД (GTD)
Нови ГТД покреће 2.0-литарски дизел мотор са заједничким колосеком са 184 КС. Максимални обртни момент - карактеристика која вероватно најбоље дефинише лако доступне перформансе ГТД - порасла је са 350 Нм до 380 Нм са само 1.750 обртаја у минути. Голф Р, за разлику од тога, има 380 Нм од 1.800 о / мин. Убрзање од нуле до 100 km/h траје само 7,5 секунди, док је максимална брзина 227 km/h, а нови Голф ГТД има комбиновану потрошњу горива од 0,418 л / 100 км; 562 мпг-УС (675 мпг-имп), чинећи емисије ЦО2 од само 109 г / км. Са опционим шестостепеним ДСГ, потрошња горива износи 0,450 Л / 100 км; 523 мпг (628 мпг-имп) и емисија ЦО2 од 119 г / км. Као доказ о напретку који је Фолксваген направио током година у комбинацији перформанси и економичности, када је прва генерација голф блумоушна (енг. Golf BlueMotion) почела са радом крајем 2007. године, она такође има исту потрошњу горива и емисију ЦО2.
Као и код ГТИ-а, на Мк7 ГТД се налази стандард високог степена безбедности.

## Голф ГТИ
Нови ГТИ покреће 2.0-литарски мотор са директним убризгавањем на бензин са 220КС (160кВ). У верзији ГТИ Перформанце, максимална снага мотора се повећава на 170 kW (230 КС). Оба модела ГТИ развијају максимални обртни момент од 350 N/m . Стандардни ГТИ убрзава до 100 km/h за 6,5 секунди и достигне максималну брзину од 245 km/h. ГТИ Перформанце има максималну брзину од 249 km/h и траје 6,4 секунди за спринт до 100 km/h. Упркос својој перформанси, у групи осигурања 29Е - пет група је нижа од свог претходника.
Обе верзије ГТИ-а опремљене су Старт / Стоп системом и испуњавају ЕУ-6 емисијски стандард који ступа на снагу 2014. године. Са шестостепеним мануелним мењачем, они постижу исту ниску потрошњу горива од 0,600 Л / 100 км. То значи да најновији Голф ГТИ нуди побољшање у горивима од 18 посто у односу на претходни модел. Са опционим шестостепеним ДСГ мењачем, два ГТИ модела остварују потрошњу горива од 0,641 л / 100 км.
Купци који се одлуче за пакет од 980 фунти добијају не само додатних 10 КС снаге, већ и побољшане кочнице и диференцијал са ограниченим клизањем. Предњи диференцијал је нови развој, под називом ВАК (енгл. VAQ). То омогућава више неутралније и агилно понашање возача и омогућава веће брзине преноса кроз кривине. Систем се састоји од спојнице са више плоча између диференцијског кавеза и десног погонског вратила, који електро-хидраулички контролише обртни момент. Визуелно, возила са Перформанце пакетом одликују се словима "ГТИ" на предњим кочионим чељустима, црним огледалима и црвеним ГТИ ознакама на предњој и задњој страни.
Као и високе перформансе, високи ниво безбедносне опреме долази као стандард у Голф ГТИ. Поред високих пасивних нивоа сигурности - делом захваљујући путничкој ћелији од челика високе и ултра високе чврстоће - активне сигурносне карактеристике укључују систем аутоматског кочења по постољем, који аутоматски примењује кочнице возила након несреће како би се смањила шансе за други утицај; систем за преструктурирање, који напетост појасева и затвара прозоре и кровни отвор ако је несрећа вероватно побољшала ефикасност ваздушних јастука; Фронт Ассист, који упозорава возача у случају да се превише приближава аутомобилу испред, може да премести кочнице и ради на брзинама до 99 мпх; Хитно кочење у граду, који може аутоматско кочити возило при брзинама испод 30 km/s; Аутоматска контрола даљинског управљања, радарско управљање темпом који одржава одређено растојање од возила испред; и седам ваздушних јастука као стандард, укључујући један за колена возача.
У земљама као што је Мексико, верзија ГТИ је доступна само са каросеријом од 5 врата, без планова да уведе тело са 3 врата.

## Голф Р (R)
Као и ГТИ, Голф Р је такође изграђен као 3 или 5 врата. Напаја се новом верзијом четвороцилиндричног 2.0-литарског турбо пуњача ЕА888 ТСИ бензинског мотора који се користи у најновијим Голф ГТИ (и Ауди С3), али у овој апликацији производи 300 ПС (296 КС, 206 КВ за "врућу климу" тржишта као што су Аустралија, Јужна Африка, Јапан, САД) од 5,500 до 6,200 о / мин и 380 Нм од 1800 до 5,500 о / мин.
Од 0 до 100 km/h траје 5,1 секунди (5,7 секунди за претходни Голф Р) или 4,9 секунде са опционим ДСГ мењачем. У тестирању треће стране забележено је 4,5 секунде користећи контролу лансирања (енгл. Launch Control). Максимална брзина је електронски ограничена на 249 km/h. Упркос овим повећаним перформансама, комбинована потрошња горива је 0,710 л / 100 км и емисије ЦО2 од 165 г / км чине Голф Р до 18 посто ефикаснији од свог претходника.
Р користи модернизован, пета генерација Халдек 4МОТИОН (енгл. Haldex 4MOTION) погон на сва четири точка. Под ниским оптерећењем или при кочењу, задња осовина је раздвојена, што помаже у смањењу потрошње горива. Вожња на задњу осовину може се укључити у фракције секунде преко Халдек спојнице, која се активира електро-хидрауличном пумпом. До 50 посто снаге може се пренети на задњу осовину. Кочиони систем, КСДС +(XDS+) систем имитира диференцијал са ограниченим клизањем примјеном кочница на точак са најмање теговима, то је на предњој и задњој осовини.
Висина вожње је 20 мм нижа од стандардног Голфа. Модели Голф Р опремљени опционим 'ДЦЦ' (Динамична контрола диска), нуде 3 модове суспензије: 'Комфорт'(Comfort), 'Нормал'(Normal) и 'Тркање' (Race). Сваки начин подешава крутост пригушења ослобађања, чиме се возачима омогућава да промене начин на који возило одговара притиском на дугме. Комфорни режим поставља амортизере у најједноставнију поставку, повећавајући апсорпцију несавршености на путевима и омогућавају лакше и удобније вожње. Режим вожње убрзава амортизере до најнегресивнијег подешавања, смањујући кретање тела и повећавајући адхезију на путу за прецизну вожњу великом брзином. Режим тркање такође повећава реакцију гаса, затвара управљач за осећај који је виши и мења шематски мењач ДСГ мењача (гдје је уграђен), као и повећава брзину одзива на Адаптиве фарове (АФС).
На врху ЕСЦ Спорт мода (енгл. ESC Sport Mode), као што се налази на ГТИ и ГТД, који зауставља интервенцију електронског система контроле стабилности, Р нуди опцију да потпуно искључи ЕСЦ за вожњу.
За канадско тржиште, опциони инфотаинментски систем Дискавери Про 8 "доступан је као део једне опције" Технолошки пакет ", док је само 6.5" Дискавер доступан америчким потрошачима. Голф Р долази (стандардно или опционо) ЛЕД задње светиљке и предњи показивачи, верзија са 3 врата, електрично склопиви ретровизори, резервна гума и кровни отвор. Све ове функције нису доступне северноамеричкој верзији. Голф Р и е-Голф су једини модели Голфа доступни у Северној Америци који се још увек производе у Немачкој. Други модели Голфа за тржиште Северне Америке сада производи Фолксваген де Мексико (енгл. Volkswagen de Mexico) у Пуебли, Мексико.